# Tempio della Pietà
Il tempio della Pietà (in latino Aedes Pietatis) era un antico tempio romano situato nell'area del Foro Olitorio, nella IX regione augustea.

## Storia
Il tempio fu dedicato da Manio Acilio Glabrione nel corso della battaglia delle Termopili del 191 a.C. alla Pietà. Iniziato da lui, fu completato e dedicato nel 181 a.C. dal suo omonimo figlio, che fu a tal scopo nominato duumviro.
In seguito, a questo tempio fu legata la storia greca di una figlia che sosteneva il suo padre imprigionato con il suo latte, ma probabilmente la presenza della Columna Lactaria nel Foro Olitorio fece ambientare questa leggenda nel tempio.
Questo tempio sorgeva nel margine orientale dell'area in seguito occupata dal Teatro di Marcello e fu distrutto da Giulio Cesare nel 44 a.C., quando iniziarono i lavori preparatori per l'edificazione del teatro.

## Descrizione
Per la prima volta in Roma, il tempio conteneva una statua dorata che raffigurava un cittadino, in questo caso Glabrione (il padre).